# 조선로동당출판사
조선로동당출판사(朝鮮勞動黨出版社)는 조선민주주의인민공화국의 출판사이다. 조선로동당 선전선동부의 통제하에 있으며, 1945년 10월 평양에서 창설되었다. 김일성과 김정일의 소설 작품 등의 정치 관련 잡지와 서적을 출판한다.

## 같이 보기
- 조선민주주의인민공화국의 문학